# Skarhult
Skarhult är kyrkby i Skarhults socken i Eslövs kommun i Skåne län, belägen öster om Eslöv.
Skarhults kyrka från 1100-talet ligger här.
I Skarhult ligger även Skarhults slott.
Orten hade en station längs före detta järnvägen Ystad-Eslöv.